# 포린 어페어스
《포린 어페어스》(Foreign Affairs)는 비영리 싱크탱크인 미국 외교협회가 격월간으로 발행하는 잡지로 국제 관계 및 미국의 외교 정책을 주제로 다루고 있다. 1922년 9월 15일 창간하였다.
《포린 어페어스》는 포린 폴리시와 함께 미국의 가장 영향력있는 외교 정책 잡지 중 하나로 꼽히며, 조지 케넌의 익명 논문(X Article, 1947), 새뮤얼 P. 헌팅턴의 〈문명의 충돌?〉(The Clash of Civilizations?, 1993)과 같은 세미나 기고문들을 출간했다.

## 역사
《포린 어페어스》는 1921년 설립한 미국외교협회가 1922년 9월 15일 창간하였다. 카네기국제평화기금의 격월간 포린 폴리시와 함께 미국의 유력 국제 문제 전문지 중 하나로 꼽힌다.
1994년 김대중 당시 아태평화재단 이사장은 《포린 어페어스》11~12월호에 ‘문화란 운명인가’라는 논문을 기고했다. 김 이사장의 기고문은 싱가포르 리콴유 전 총리의 견해를 반박한 것이다. 앞서 리 전 총리는 같은 잡지 3~4월호에 실린 ‘문화는 숙명이다’라는 제목의 인터뷰에서 아시아의 문화적 특수성을 근거로 “서구적 의미의 민주주의는 동아시아에 부적합하다”고 했다. 김 이사장은 논문에서 “아시아에도 서구에 못지않게 심오한 민주주의의 철학적 전통이 있음이 확실하다”며 “권위주의적 지도자들의 완강한 저항에도 불구하고 아시아에서 민주화가 크게 진전되고 있다”고 했다.
2011년, 박근혜 전 한나라당 대표의 《포린 어페어스》 기고 직후, 조너선 테퍼먼(Jonathan Tepperman) 편집국장은 "저자의 권위를 중시하기 때문에 정부 고위 관리나 학계 석학의 글이 선정될 가능성이 높다. 그러나 글의 수준 자체가 중요하기 때문에 유명하지 않은 저자의 글도 자주 선택한다. 유명인의 기고문도 거부될 수 있다."고 말했다.
2020년 3월, 미국의 외교전문지 포린 어페어스에 조 바이든 대통령이 '왜 미국이 다시 세계를 리드해야만 하는가-트럼프 이후의 미국 외교정책 구출'이라는 제목의 기고문(3·4월호)을 게재했다.